# Skocznia narciarska w Lesie Miejskim w Rudziskach Pasymskich
Skocznia w Lesie Miejskim – nieistniejąca mała skocznia narciarska w Rudziskach Pasymskich, o punkcie konstrukcyjnym na 30 metrze. Jego futurystyczna budowa pozwalała na równoczesne oddawanie skoków przez trzech zawodników. Służyła reprezentantom Niemiec w przygotowaniach do igrzysk olimpijskich. Po wojnie przestała być używana.
W 2005 w tej miejscowości powstał amatorski obiekt K-10, jednak został on zniszczony przez wandali.